# Andrzej Jaros
Andrzej Jaros (né le 19 juillet 1990) est un athlète polonais spécialiste du 400 mètres. 

## Carrière
Ayant participé aux qualifications du relais 4 x 400 m, il reçoit la médaille de bronze que ses coéquipiers remportent le lendemain lors des Championnats d'Europe d'athlétisme 2014.
Son record personnel sur 400 m est de 46 s 44 obtenu le 30 juillet 2014 à Szczecin.

## Palmarès

### Championnats d'Europe junior d'athlétisme
- Championnats d'Europe junior d'athlétisme 2009 à Novi Sad,  Serbie
  -  Médaille d'argent sur 400 m